# Енчилада
Енчилада (ісп. enchilada — приправлена соусом чилі) — мексиканська страва, гостра із яскраво вираженим смаком. Тонкий коржик (тортилья) з кукурудзяного борошна, в який загорнута начинка (м'ясо, овочі або рис). Згорнуті енчилади обсмажуються на сковороді або запікаються під соусом (іноді з сиром) в духовій печі. 
Існує кілька видів соусів для енчилада:
- традиційний (сушений перець чилі, змішаний із сезонними овочами),
- червоний (на основі помідорів та червоного перцю чилі),
- зелений (на основі томатільйо та зеленого перцю чилі),
- моле (сушений перець чилі, горіхи, темний какао, запечене листя авокадо).